# 제6차 십자군
제6차 십자군은 기독교의 십자군이다. 신성 로마 제국의 황제 프리드리히 2세가 교황과의 약속을 미루었기 때문에 파문되자 억지로 실시한 것인데, 그는 이슬람 세계와 관련된 인물이었기 때문에 절대 전투를 하지 않고 상대방과의 교류를 통해 1229년 조약으로 예루살렘을 획득했다.